# Kuklen (gmina)
Kuklen (bułg. Община Куклен) – gmina w środkowej Bułgarii, w obwodzie Płowdiw.

## Miejscowości
Miejscowości wchodzące w skład gminy Kuklen:
- Car Kałojan (bułg. Цар Калоян),
- Dobrałyk (bułg. Добралък),
- Gyłybowo (bułg. Гълъбово),
- Jawrowo (bułg. Яврово),
- Kuklen (bułg. Куклен) – siedziba gminy,
- Ruen (bułg. Руен).